# Nuoto artistico ai campionati europei di nuoto 2022 - Programma libero singolo femminile
La competizione di solo femminile programma libero di nuoto artistico ai Campionati europei di nuoto 2022 si è disputata dall'11 al 14 agosto 2022 presso il Foro Italico di Roma, in Italia.

## Risultati
La qualificazione si è svolta l'11 agosto 2024 mentre la finale si è svolta il 14 agosto.
| Pos     | Atleta               | NOC         | Quali   | Quali | Finale  | Finale |
| Pos     | Atleta               | NOC         | Punti   | Pos   | Punti   | Pos    |
| ------- | -------------------- | ----------- | ------- | ----- | ------- | ------ |
| Oro     | Marta Fiedina        | Ucraina     | 94.0000 | 1     | 94.6333 | 1      |
| Argento | Linda Cerruti        | Italia      | 91.3000 | 2     | 92.1000 | 2      |
| Bronzo  | Vasiliki Alexandri   | Austria     | 90.3333 | 4     | 91.8333 | 3      |
| 4       | Evangelia Platanioti | Grecia      | 91.0667 | 3     | 90.6000 | 4      |
| 5       | Eve Planeix          | Francia     | 88.1667 | 5     | 89.0333 | 5      |
| 6       | Marlene Bojer        | Germania    | 83.6667 | 6     | 85.1667 | 6      |
| 7       | Polina Prikazchikova | Israele     | 82.4333 | 8     | 83.8333 | 7      |
| 8       | Ilona Fahrni         | Svizzera    | 82.5333 | 7     | 82.8000 | 8      |
| 9       | Robyn Swatman        | Regno Unito | 80.7667 | 9     | 82.1667 | 9      |
| 10      | Maria Alavidze       | Georgia     | 80.5000 | 10    | 81.3000 | 10     |
| 11      | Jasmine Verbena      | San Marino  | 80.1333 | 11    | 81.2000 | 11     |
| 12      | Viktória Reichová    | Slovacchia  | 77.4667 | 12    | 78.2333 | 12     |
| 13      | Aleksandra Atanasova | Bulgaria    | 76.1000 | 13    | DNQ     | DNQ    |
| 14      | Karolína Klusková    | Rep. Ceca   | 75.5333 | 14    | DNQ     | DNQ    |
| 15      | Klara Šilobodec      | Croazia     | 74.3333 | 15    | DNQ     | DNQ    |
| 16      | Szabina Hungler      | Ungheria    | 74.2667 | 16    | DNQ     | DNQ    |
| 17      | Sofija Džipković     | Serbia      | 73.6000 | 17    | DNQ     | DNQ    |
| 18      | Ece Üngör            | Turchia     | 72.3667 | 18    | DNQ     | DNQ    |
| 19      | Clara Ternström      | Svezia      | 72.1000 | 19    | DNQ     | DNQ    |
| 20      | Pinja Kekki          | Finlandia   | 71.6667 | 20    | DNQ     | DNQ    |
| 21      | Nika Seljak          | Slovenia    | 70.1667 | 21    | DNQ     | DNQ    |
| 22      | Ana Culic            | Malta       | 68.6000 | 22    | DNQ     | DNQ    |